# Ахметчин Ринат В'ячеславович
Ахметчин Ринат Вячеславович — (нар. 21 квітня 1965 року, Перм, Пермська область, РСФСР, СРСР) — російський державний діяч. Мер Норильска з 21 вересня 2017 року.

## Життєпис
Народився 21 квітня 1965 року в Пермі. До Норильська переїхав у віці 10 років. Займався легкою атлетикою у палаці спорту «Арктика». Під час навчання в школі і ВУЗі був секретарем комітету комсомолу — до розвалу СРСР.

## Освіта
Навчався в Школі № 1 міста Норильська.
1987 — закінчив Пермський політехнічний інститут за спеціальністю «Гірничі машини і комплекси» (гірський інженер-механік).
2001 — Санкт-Петербурзький державний університет аерокосмічного приладобудування за спеціальністю «Юриспруденція» (юрист).

## Трудова діяльність
Трудову діяльність почав в період навчання в інституті.
1984 року влаштувався черговим слюсарем з ремонту обладнання 4 розряду дільниці самохідного устаткування Норильського шахтопрохідницького тресту.
Потім працював прохідником, електрослюсарем по ремонту обладнання, майстром підземного ділянки на підприємствах Норильського гірничо-металургійного комбінату.
1990 року перейшов на рудник «Таймирський», де за 16 років пройшов шлях від чергового слюсаря по ремонту обладнання до заступника директора рудника по персоналу.
З 2006 року протягом двох років працював заступником керівника Гірничо-металургійної дирекції Заполярного філії ВАТ «ГМК» Норильський нікель"" з персоналу.
З 2008 по 2017 рік очолював ТОВ " Норильський промисловий транспорт".
21 вересня 2017 року на першій сесії п'ятого скликання Норильської міської ради депутатів обраний Головою міста Норильська більшістю голосів (32 з 35).

## Мер Норильська
Поклав початок великого проекту «Програма реновації житлового фонду міста Норильська до 2035 року».
Продовжив благоустрій території, прилеглої до озера Довге. В районі вулиці Комсомольської розбито «парк», який адміністрація намагається зробити майданчиком для проведення міських заходів .
Завершення реконструкції злітно-посадкової смуги аеропорту «Норильськ» 2019 року. Проект фінансувався за рахунок бюджетів всіх рівнів, а також ГМК «Норильський нікель». У періоди ремонту польоти не припинялися.
2019 році в Норильську пройшла зустріч з представниками WWCAM з Японії, Кореї, Канади та ряду інших країн.

## Витік дизельного палива в Норильську
1 червня 2020 року СК РФ порушив кримінальну справу за фактом недбалості глави Норильська Рината Ахметчина, що виразилася в невиконанні своїх посадових обов'язків при виникненні надзвичайної ситуації, пов'язаної з витоком дизельного палива в Норильську .

## Сім'я
Одружений, має двох синів. З дружиною познайомився під час навчання в Пермському політехнічному інституті.

## Нагороди
- 1995, 1999 — подяка генерального директора АТ «Норильський комбінат»
- 2000 — почесна грамота ЗФ ВАТ «Норильського гірська компанія»
- 2001 — подяка ГМК Норильський нікель
- 2003 — почесна грамота Міністерства праці та соціального розвитку РФ
- 2005 — почесне звання Кадровий працівник ГМК «Норильський нікель»
- 2007 — почесний знак «Відмінник російської кадрової служби — 2007»
- 2010 — почесна грамота Глави міста Норильська
- 2012 — лист подяки Глави міста Норильська
- 2013 — подяка Законодавчих зборів Красноярського краю
- 2015 — почесний знак компанії ПАТ ГМК Норильський нікель
- 2020 — подяка губернатора Красноярського краю